# Cantonul Lunéville-Sud
Cantonul Lunéville-Sud este un canton din arondismentul Lunéville, departamentul Meurthe-et-Moselle, regiunea Lorena, Franța.

## Comune
- Bénaménil
- Chanteheux
- Chenevières
- Crion
- Croismare
- Hénaménil
- Hériménil
- Jolivet
- Laneuveville-aux-Bois
- Laronxe
- Lunéville (parțial, reședință)
- Manonviller
- Marainviller
- Moncel-lès-Lunéville
- Saint-Clément
- Sionviller
- Thiébauménil